# Marc Bodnar
Marc Bodnar est un acteur français.

## Filmographie

### Cinéma
- 1993 : Woyzeck : Andrès
- 2002 : Ma caméra et moi : le frère
- 2003 : Bon Voyage' : l'ami pêcheur
- 2004 : Rois et Reine : le psy de garde
- 2004 : Le Crabe vert : Bigorneau
- 2004 : Ocean's Twelve : le responsable de la sécurité du train
- 2005 : Tu vas rire, mais je te quitte : le demandeur d'autographes
- 2006 : OSS 117 : Le Caire, nid d'espions : le patron du bistrot
- 2007 : Les Yeux bandés : l'homme de la bagarre
- 2007 : Enfances : le gendarme
- 2008 : Les Liens du sang : Gérard
- 2008 : Soit je meurs, soit je vais mieux : Boris
- 2009 : Ah ! la libido : Le rédacteur en chef
- 2009 : 8 fois debout : le vigile
- 2010 : Joseph et la Fille : Patrick
- 2010 : Angèle et Tony : le mari d'Anabel
- 2011 : Pourquoi tu pleures ? : le chef de chantier
- 2012 : Un nuage dans un verre d'eau
- 2013 : Cookie : l'inspecteur RG
- 2013 : Les Conquérants : Philippe
- 2013 : Gare du Nord : l'homme fou
- 2014 : Week-ends : Marc-Antoine
- 2014 : Brèves de comptoir : l'homme amoureux
- 2015 : Les Invisibles : Michel
- 2015 : Coup de chaud : Michel
- 2016 : Père fils thérapie ! : Albert
- 2018 : Comme des rois de Xabi Molia : Marek
- 2020 : 10 jours sans maman de Ludovic Bernard : Paul
- 2022 : La Nuit du 12 de Dominik Moll : Commissaire PJ
- 2025 : La Fille d'un grand amour d'Agnès de Sacy : Santiago
- 2025 : Vacances forcées de François Prévôt-Leygonie et Stéphan Archinard : Fabian

### Télévision
- 1997 : La Famille Sapajou : le contremaître
- 2003 : Ambre a disparu : le premier flic
- 2006 : La Tempête : Christian
- 2007 : Boulevard du Palais : Ludovic Masquelier (1 épisode)
- 2008 : L'Abolition : Roger Bontems
- 2008 : Mafiosa : Commissaire Keller (6 épisodes)
- 2009 : Au siècle de Maupassant : Joseph Lebas (1 épisode)
- 2009 : La Saison des immortelles : Langevin
- 2010 : George et Fanchette : Jules
- 2012 : Clara s'en va mourir : Yann
- 2012 : Qu'est-ce qu'on va faire de toi ? : Lucien
- 2018 : Sous la peau, mini-série de Didier Le Pêcheur : Ludovic, patient en radiothérapie
- 2022 : Meurtres sur la Côte fleurie de Gabriel Aghion : Gabriel Aghion
- 2023 : Les enragés d’Arbois de Laurence Katrian : Galaradon
- 2025 : 37 Secondes de Laure de Butler : Alan Quéré